# Гумит
Гумит — минерал из класса силикатов со структурой из изолированных тетраэдров SiO4 с добавочными анионами (OH)1- и F1-. Химический состав Mg7[SiO4]3(F,OH)2. Кристаллизуется в ромбической системе, образуя мелкие дипирамидальные кристаллики, бесформенные зёрна бесцветные или медово-жёлтого цвета. Твердость по минералогической шкале 6—6,5; плотность 3100—3200 кг/м³. Встречается как сравнительно редкий минерал в контактовых мраморизованных известняках. Назван по имени английского геолога и коллекционера минералов Абрахама Хьюма (A. Hume, 1749—1838).

## Группа гумита
В группу гумита входят минералы норбергит, хондродит, гумит и клиногумит, близкие по структуре, химизму, физическим и оптическим свойствам и парагенезису.
Общая формула: Mg(OH, F), • nMg2SiO4, где N от 1 до 4. Замещение Mg на Fe2+ незначительно. Моноклинная — хондродит и клиногумит, ромбическая — норбергит и гумит. Кристаллы изометричные, боченковидные, призматические, таблитчатые. Дв. по {001} простые и часто полисинтетические. Спайность несовершенная по {100}. Агрегаты зернистые. Желтые, бурые, редко белые. Блеск стеклянный. Твёрдость 6 — 6, 5. Удельный вес 3, 15 — 3, 35. Легко замещаются серпентином, хлоритом и кальцитом. Все минералы этой группы образуются при контактово-пневматолитических процессах обычно с привносом Fe, B, F в мраморизованных известняках, доломитах в контакте с кислыми, основными и щелочными интрузивными горными породами, в ассоциациях с гроссуляром, волластонитом, форстеритом и другими. Иногда в месторождениях Fe, в оливинитах.